# Swing to the Right
Swing to the Right è il sesto album in studio del gruppo musicale statunitense Utopia, pubblicato nel 1982.

## Tracce
1. Swing to the Right – 4:21
2. Lysistrata – 2:43
3. The Up – 4:08
4. Junk Rock (Million Monkeys) – 3:13
5. Shinola – 5:21
6. For the Love of Money – 3:40
7. Last Dollar on Earth – 4:13
8. Fahrenheit 451 – 2:47
9. Only Human – 5:11
10. One World – 3:24